# السامر (فن شعبي)
السامر هي عبارة عن رقصة شعبية اشتهرت لدى قبائل منطقة عسير الواقعة جنوب المملكة العربية السعودية.

## الأداء
يتم تأدية الرقصة الشعبية في المناسبة السعيدة كالزواج و الأعياد والختان، أما طريقة أداء السامر فهي تقابل مجموعة من الراقصين وجهًا لوجه وكل مجموعة تقف في صف مستقيم متشابكي الأيدي والتصفيق بها مع تحريك الأجساد أثناء الرقص. ويمكن تأدية السامر الجنوبي من قبل الرجال والنساء كل منهما منفرد عن الآخر.